# Jérôme Kerviel

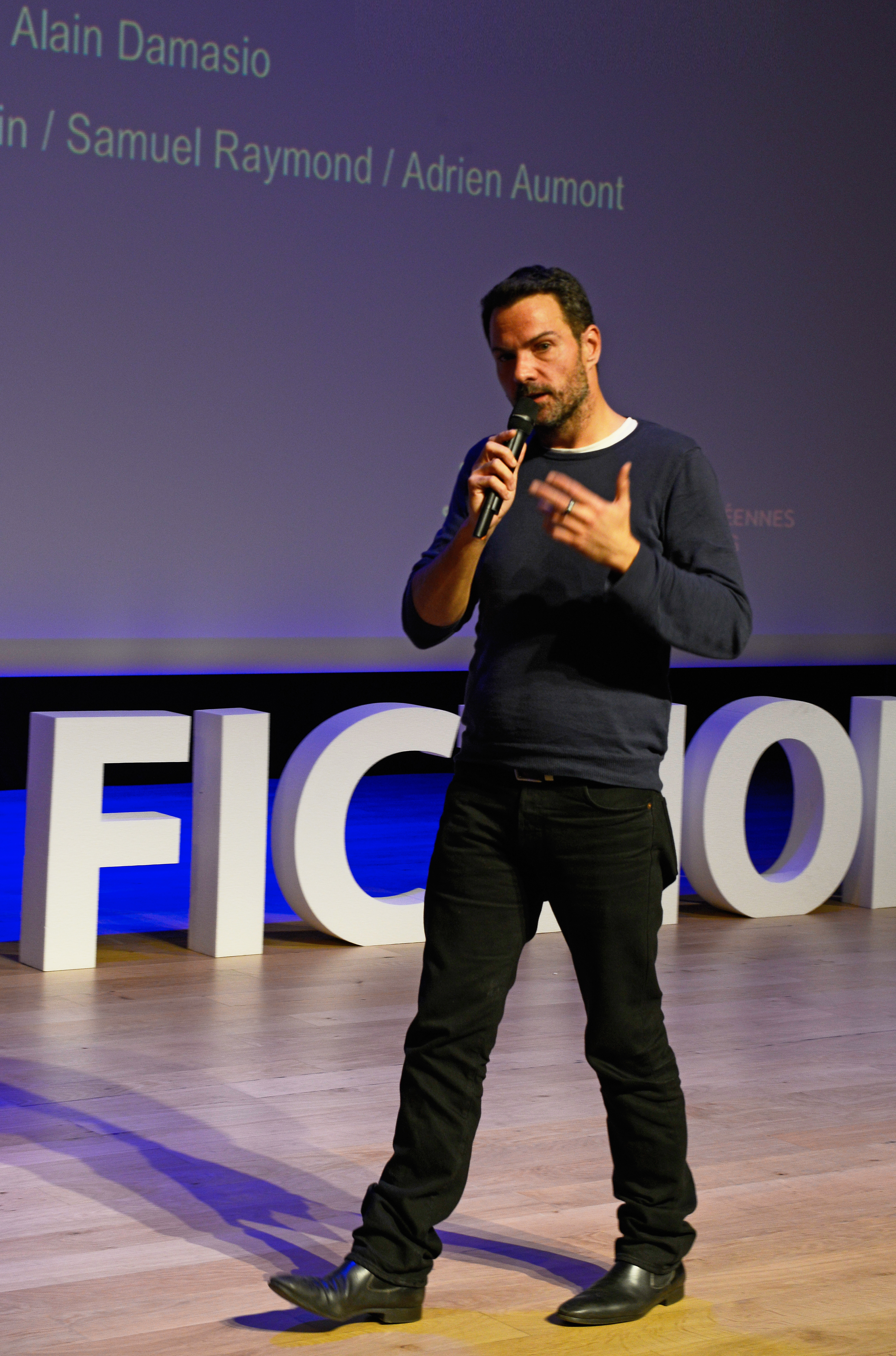
Jérôme Kerviel (2015)

Jérôme Kerviel [ʒeʁom kɛʁvjɛl] (* 11. Januar 1977 in Pont-l’Abbé, Département Finistère, Frankreich) ist ein ehemaliger Mitarbeiter der französischen Großbank Société Générale. Er hat 2008 im Eigenhandel-Geschäft der Bank offene Positionen in Höhe von 50 Mrd. Euro aufgebaut, die zu Verlusten in Höhe von 4,9 Mrd. Euro geführt haben.

## Jugend und Ausbildung
Kerviel wuchs in seinem Geburtsort Pont-l’Abbé auf. Sein Vater arbeitete als Kunstschmied und seine Mutter betrieb ein Friseurgeschäft. Kerviel war verheiratet, seine Ehe wurde 2008 geschieden. Er erwarb einen Bachelor-Abschluss in Finanzwesen an der Universität Nantes. Danach machte er an der Universität Lyon II seinen Master auf dem Spezialgebiet Finanzmärkte (französisch master en finance de marché).

## Tätigkeit bei Société Générale
Im August 2000 nach Abschluss des Studiums begann er bei Société Générale im Bereich Corporate & Investment Banking im sogenannten „Middle-Office“. In dieser Abteilung werden die Risiken von Transaktionen geprüft und bewertet. 2005 wurde er in das „Front-Office“ als Junior-Trader versetzt, dort wird das Eigenhandel-Geschäft der Bank durchgeführt. Erfolgreiche Mitarbeiter können bei dieser Tätigkeit durch Bonuszahlungen außergewöhnlich hohe Einkommen erzielen.

## Spekulationsverlust bei der Société Générale
Am 24. Januar 2008 machte die Bank bekannt, dass einer ihrer Trader bei nicht–autorisierten Futures-Geschäften einen Verlust von 4,9 Mrd. Euro verursacht hätte. Intern war das Problem im Zuge der Jahresabschlussarbeiten am 18. Januar erstmals erkannt worden. Es stellte sich heraus, dass Kerviel an den bestehenden Regularien vorbei und ohne Genehmigung offene Positionen in Höhe von 50 Mrd. Euro geschaffen hatte. Der Betrag überstieg das Eigenkapital der Bank und bedrohte deren Existenz. Das eigentliche Limit seines Teams lag bei 125 Mio. Euro. Zur Schadensbegrenzung wurden die Positionen auf Anweisung der Unternehmensleitung kurzfristig liquidiert, was zu dem Verlust von 4,9 Mrd. Euro geführt hat. Kerviel, der angeblich über gute Computerkenntnisse verfügt, kamen dabei seine zuvor erworbenen internen Kenntnisse der IT-Kontrollsysteme zugute, die er zu umgehen bzw. zu täuschen wusste.

## Rechtliche Aufarbeitung
Nach der Bekanntmachung der Verluste stellten die Bank sowie eine Gruppe von Aktionären je eine Strafanzeige gegen den Händler. Die Vorwürfe lauteten Betrug, Untreue, Urkundenfälschung und Einbruch in das Informationssystem der Bank. Seine Wohnung sowie die Wohnung seines Bruders wurden polizeilich durchsucht, sein Computer und sein Handy wurden sichergestellt. Er stellte sich der Polizei und kam in Untersuchungshaft. Nach 37 Tagen wurde er gegen Auflagen aus der Untersuchungshaft entlassen.
Es konnte nie nachgewiesen werden, ob es noch Mittäter gab. Auch eine persönliche Bereicherung konnte nicht festgestellt werden. Am 8. Juni 2010 begann die Gerichtsverhandlung im Strafverfahren gegen Kerviel. Am 5. Oktober befand das Gericht ihn in allen Anklagepunkten für schuldig. Die Strafe betrug fünf Jahre Gefängnis, davon zwei auf Bewährung. Außerdem wurde er verpflichtet, den Schaden in Höhe von 4,9 Mrd. Euro zurückzahlen.
Die Anwälte von Kerviel legten gegen das Urteil Berufung ein. Kerviel erhob öffentlich Vorwürfe gegen die Bank, die Kontrollsysteme der Bank seien unzureichend gewesen und die Vorgesetzten hätten die systematische Überschreitung der Regularien gewusst und stillschweigend geduldet.
Am 24. Oktober 2012 bestätigte ein französisches Berufungsgericht das Urteil gegen Kerviel. In letzter Instanz bestätigte im März 2014 das höchste französische Gericht die strafrechtliche Verurteilung. Die Verurteilung zur Schadensersatzzahlung wurde aufgehoben und musste daher erneut verhandelt werden. In dieser Angelegenheit urteilte das Berufungsgericht von Versailles am 23. September 2016, dass Kerviel nur zum Teil für den Schaden der Bank verantwortlich sei. Kontrollmechanismen hätten versagt. Gemäß dem Urteil musste Kerviel anstelle der zuvor festgesetzten 4,9 Mrd. Euro lediglich eine Mio. Euro an die Société Générale zurückzahlen.
Am 8. September 2014 wurde Kerviel nach insgesamt fünf Monaten Haftzeit aus dem Gefängnis auf Bewährung entlassen. Für den Rest seiner Haftzeit musste er eine elektronische Fußfessel tragen und war an Auflagen hinsichtlich seines Aktionsraumes und seiner beruflichen Tätigkeit gebunden.
Ein Pariser Arbeitsgericht hat Kerviel am 7. Juni 2016 eine Entschädigung von 450.000 Euro zugesprochen, da die Kündigung durch Société Générale unrechtmäßig gewesen sei. Der Anwalt der Bank bewertete das Urteil als „skandalös“ und legte Berufung ein.

## Reaktionen und Öffentlichkeit
Vor Prozessbeginn enthüllte Kerviel Details in seinem Buch „L’engrenage - Mémoires d’un trader“ (deutsch: Nur ein Rad im Getriebe: Memoiren eines Traders). Er bekennt sich darin zu seinen Fehlern, er lehnt es jedoch ab, für ein seiner Meinung nach verrückt gewordenes Finanzsystem zu büßen.
Viele Franzosen sahen in Kerviel eher das Opfer als den Täter. Für sie stellte er einen Antihelden dar, dem es gelang, elitäre Banker der Société Generale an der Nase herumzuführen. Im Verlag Thomas Jeunesse von Francois-Xavier Thomas erschien von Lorentz und Nicolas Million der Comic Das Tagebuch des Jérôme Kerviel, eine Mischung aus Realität und Fiktion, in dem es weniger um eine Kritik an Kerviel, sondern am Finanzsystem geht. Der Verleger des Comic-Verlags erklärte, dass auch er aus persönlichen Gründen nicht gut auf die Banken zu sprechen sei: „Alle haben sie sich geweigert, uns in der Startphase einen Kredit zu geben, einschließlich der Société Générale.“ Sie seien nicht bereit gewesen, ein Risiko einzugehen. Ironischerweise zeige der Kerviel-Skandal, dass dieselben Banken erhebliche Finanzmittel bei gewagten Finanztransaktionen aufs Spiel gesetzt hätten.
Am 9. Februar 2014 erhielt Kerviel eine Audienz bei Papst Franziskus, die außerhalb des Vatikans stattfand. Danach begab er sich zu Fuß auf eine zweimonatige Pilgerfahrt von Rom an die französische Grenze. Danach trat er seine Haftstrafe an. Seine Wanderung verursachte erhebliche Medienaufmerksamkeit in Frankreich und führte zu zunehmender Solidarität mit Kerviel.
Seine Geschichte wurde in dem Thriller L’Outsider von Christophe Barratier verfilmt, der im Sommer 2016 erschienen ist.